# Internationale Luchthaven Phú Quốc
Internationale Luchthaven Phu Quoc is een vliegveld op het eiland Phú Quốc, het grootste eiland van de archipel Phú Quốc. Het ligt in de provincie Kiên Giang, een van de provincies in de Mekong-delta. Het eiland Phú Quốc ligt echter in de Golf van Thailand.
De luchthaven werd gebouwd van 2007 tot 2012. De geasfalteerde landingsbaan is 3000 meter lang. Het ligt 10 km zuidelijker van de voormalige Luchthaven Phú Quốc die het vervangt. De totale kosten bedroegen 810 miljoen USD.
De bouw werd voltooid in november 2012 en de luchthaven werd op 2 december 2012 geopend. De luchthaven vervangt het oude vliegveld.